# Alopregnanolona

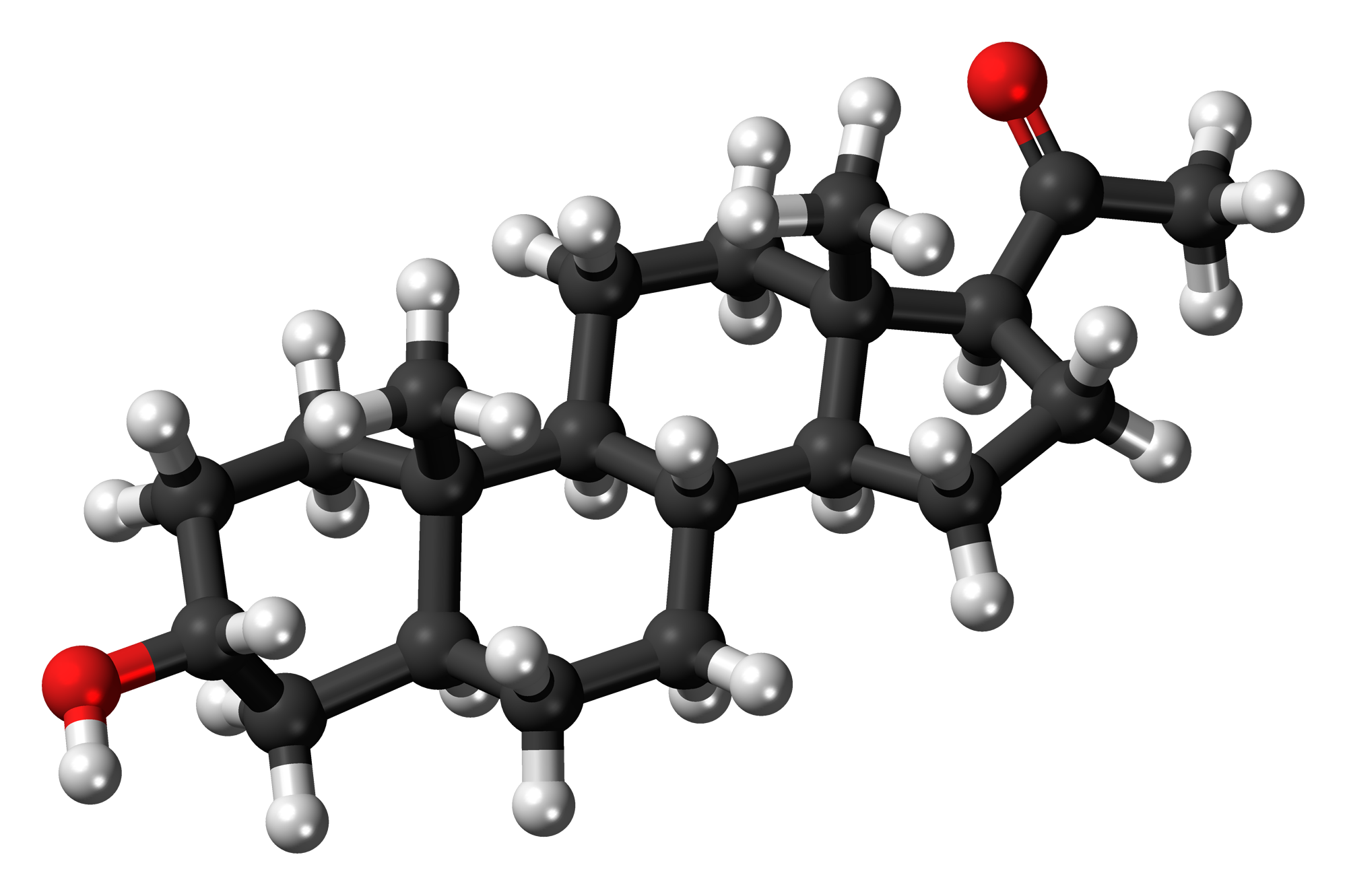
Modelo atómico 3D de la Alopregnanolona.

La  Alopregnanolona (3α-hidroxi-5α-pregnano-20-Uno o 3α,5α-tetrahidroprogesterona), generalmente abreviada como ALLO o 3α,5α-THP, es un neuroesteroide pregnano endógeno inhibitorio. Se sintetiza desde la progesterona, y es un potente modulador alostérico positivo del receptor GABAA. La alopregnanolona tiene efectos similares a otros potenciadores del GABAA como las benzodiazepinas, incluyendo actividad ansiolítica, sedante y anticonvulsiva.
El derivado 21-hidroxilado de la alopregnanolona, y el equivalente 3β-metil de la alopregnanolona, la ganaxolona, están siendo investigados para tratar la epilepsia, la depresión posparto y otras condiciones.